# Georg Tengwall
Georg Henrik Tengwall (Norrköping, 6 april 1896 – Norrköping, 4 maart 1954) was een Zweeds zeiler.
Tengwall won tijdens de Olympische Spelen 1920 in het Belgische Antwerpen de gouden medaille in de 40m² klasse. 

## Olympische Zomerspelen
| Jaar | Plaats    | Resultaten  |
| ---- | --------- | ----------- |
| 1920 | Antwerpen | 40m² klasse |